# 安東油田服務
安東油田服務集團，簡稱安東油田服務，以及安東油田（英語：Anton Oilfield Services Group，OTCBB：ATONY
、港交所：3337），在1999年，由羅林先生（董事會主席）在總部北京創立，是首家民營油田服務，主要經營涵盖钻井技术、完井技术、井下作业技术、钻具服务及管材制造。
辦事處在中国北京市朝阳区东湖渠屏翠西路8号，香港辦事處位於香港灣仔皇后大道東200號陽光中心40樓。其股份自2007年12月14日，在香港交易所主板上市。地區是以中國西北地區最多，海外方面則有中東地區。

## 連結
- AntonOil.com （页面存档备份，存于）